# Titres de noblesse éthiopiens
Cette page contient des caractères éthiopiques. En cas de problème, consultez Aide:Unicode ou testez votre navigateur.

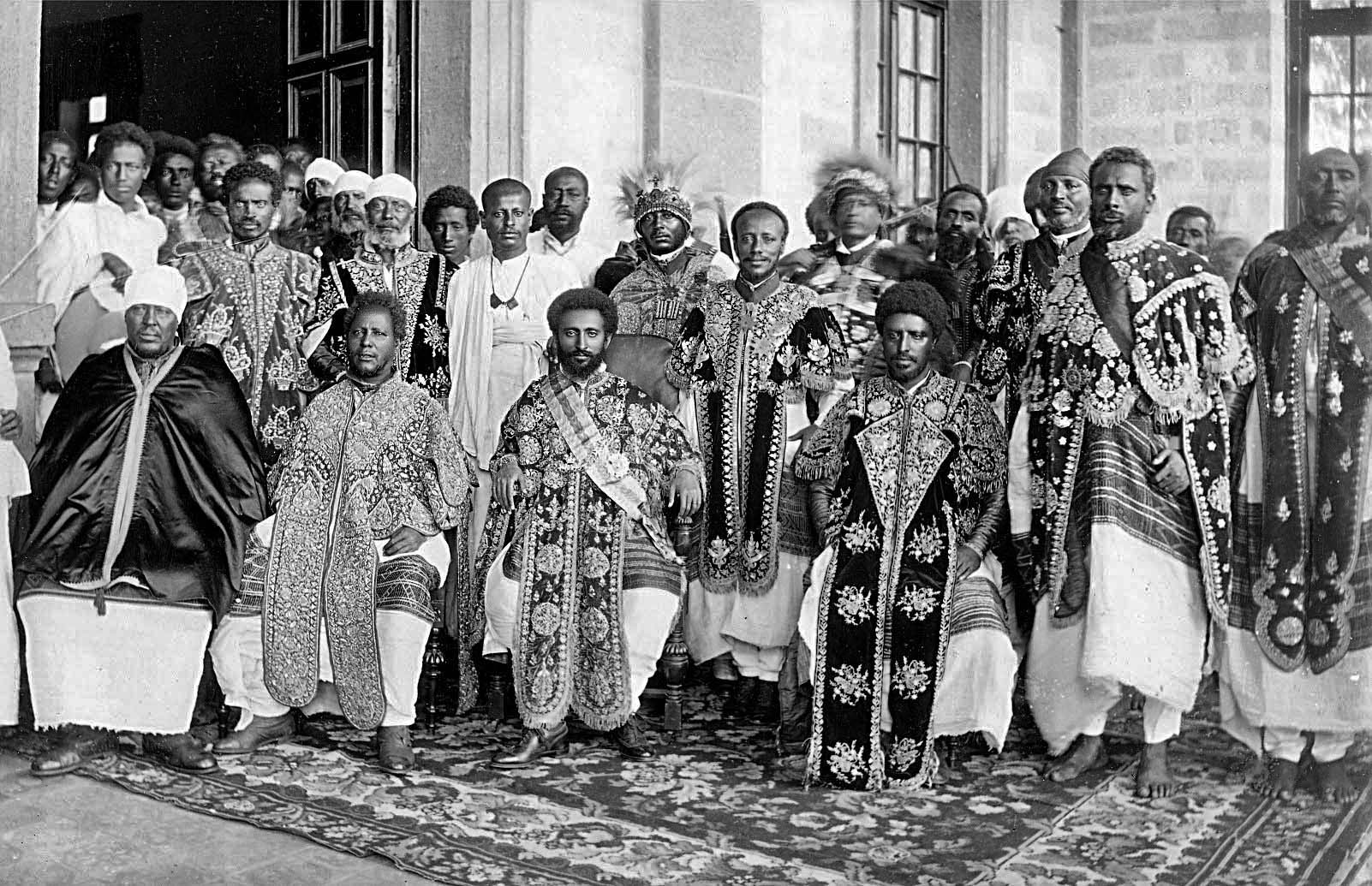
L'empereur Haïlé Sélassié Ier (centre), Habte Giyorgis Dinegdé, Haïlu Tékla Haïmanot et d'autres membres de la cour royale.

Cet article regroupe la liste des titres de noblesse et aristocratiques utilisés dans l'Empire éthiopien (ou Abyssinie) jusqu'à la chute de la monarchie en 1974. Deux catégories étaient distinguées parmi la noblesse et les dirigeants :
- les mesafint (du guèze : መሳፊንት (mäsafint)) ou princes, regroupaient la noblesse héréditaire, et constituaient l'échelon supérieur de la classe dirigeante ;
- les mekwanent (መኳንንት (mäkwannent)), ou gouverneurs, étaient les nobles désignés (voir : anoblissement), souvent de naissance modeste et qui formaient la plus grande part de la noblesse.

Jusqu'au XXe siècle, les personnalités les plus puissantes étaient généralement des mekwanint désignés par le negus, alors que les mesafint jouissaient d'une plus grande influence et de plus de pouvoir dans les régions. Haïlé Sélassié Ier a grandement réduit le pouvoir des mesafint au profit des mekwanint.

## Liste alphabétique
- Abetohun ou abeto
- Afe negus
- Azmach
- Bahr negus
- Balambaras
- Basha
- Bitwoded
- Blatta
- Blattengéta
- Dejazmach
- Emebet
- Emebet hoy
- Enderassé
- Fitawrari
- Grazmach
- Itege
- Jantirar
- Leul
- Leult
- Lidj
- Lique mekwas
- Mekonnen du Tigré
- Meridazmach
- Mesfin Harrar
- Négus
- Nebura ed
- Negusä nägäst
- Nigiste negest
- Qegnazmach
- Ras
- Re'ese mekwanint
- Shum tembien
- Tsehafi tezaz
- Wagshum
- Woizerit
- Woizero

## Liste détaillée
| Catégorie         | Catégorie                     | Nom                                                                          | Description |
| M E S A F I N T   | T i t r e s m a s c u l i n s | negusä nägäst ou niguse negest (ንጉሠ ነገሥት, roi des rois, Empereur d'Éthiopie) | Bien que plusieurs rois d'Aksoum aient utilisé ce titre, jusqu'à la prise du pouvoir de la dynastie salomonide avec Yekouno Amlak, les rois d'Éthiopie ont généralement utilisé le titre de negus. La titulature complète des empereurs d'Éthiopie comprenait en outre le terme atsé (ዓፄ, élu de Dieu, utilisé pour s'adresser au souverain) et celui de seyoumä egziabhér (ሥዩመ እግዚአብሔር, serviteur de Dieu). Le titre de moa anbessa zäemnägädä yehuda (ሞዓ እንበሣ ዘእምነገደ ይሁዳ, lion conquérant de la tribu de Judah) doit être considéré comme la devise de l'empereur, et non pas comme un titre impérial à proprement parler. Il fait référence au Christ et marque la soumission impériale à Jésus, seul à pouvoir porter ce titre. Jusqu'à Yohannes IV, l'empereur était aussi negusä Tseyon (roi de Zion). Pour parler de l'empereur à la troisième personne, le terme de Janhoy était employé (ጃንሆይ, « l'empereur »). |
| M E S A F I N T   | T i t r e s m a s c u l i n s | Negus (ንጉሥ (negus), roi)                                                     | Ce terme était souvent utilisé comme partie du titre d'un fonctionnaire important. Les dirigeants de Gondar, du Shewa, du Godjam et du Wollo portaient également ce titre. Il était habituellement porté par l'empereur d'Éthiopie lui-même, jusqu'à Yohannes IV. Il fut aussi accordé au negus Mikaél, père de Iyasou V, mais il l'échangea pour le titre de negus du Wollo. Après la destitution de Yohannes IV, le titre fut attribué à Täfäri Mäkonnen (1928), qui devint ensuite le dernier à porter le titre de negus sous le nom de Haïlé Sélassié Ier. |
| M E S A F I N T   | T i t r e s m a s c u l i n s | Le'ul (ልዑል, prince)                                                          | Titre réservé aux princes de sang impérial. |
| M E S A F I N T   | T i t r e s m a s c u l i n s | Abetohun (አቤቶሁን) Abeto (አቤቶ) prince)                                         | Titre réservé aux ancêtres impériaux masculins. Il tomba en désuétude à la fin des années 1800. Iyasou V tenta de faire revivre ce titre comme abeto-hoy, terme qui est toujours utilisé par le petit-fils de Iyasou, Girma Yohannis Iyasou (en). |
| M E S A F I N T   | T i t r e s m a s c u l i n s | ras (ራስ, tête)                                                               | Équivalent du titre de duc, il désigne un responsable important non issu de la lignée impériale. Le titre de le'ul ras était donné aux chefs de la branche cadette de la dynastie impériale, tels que les princes du Godjam et du Tigré. |
| M E S A F I N T   | T i t r e s m a s c u l i n s | Bitwoded (ቢትወደድ (bitwäddäd), le bien-aimé)                                   | Titre vraisemblablement créé par Zara Yacoub qui en nomma deux, l'un à droite et l'autre à gauche. Ceux-ci furent ensuite intégrés dans un même office qui devint le grade suprême de ras betwadad, l'équivalent d'un comte. |
| M E S A F I N T   | T i t r e s m a s c u l i n s | Lidj (ልጅ (leğ), enfant)                                                      | Titre donné à la naissance aux enfants mâles mesafint. |
| M E S A F I N T   | T i t r e s m a s c u l i n s | Dejazmach (ደጅአዝማች (däğazmač), commandant ou général de la Porte              | Titre militaire attribué au commandant de la force armée éthiopienne composée de l'avant-garde, du corps principal, d'une aile droite, d'une aile gauche et de l'arrière-garde. Les héritiers des leul ras portaient le titre de leul dejazmach pour les distinguer des dejazmach de sang non impérial. |
| M E S A F I N T   | T i t r e s m a s c u l i n s | Fitawrari (ፊትአውራሪ, commandant de l'avant-garde)                              | Titre militaire accordé au commandant de l'avant-garde dans l'armée traditionnelle éthiopienne. Équivalent d'un baron. |
| M E S A F I N T   | T i t r e s m a s c u l i n s | Grazmach (ግራዝማች (grazmač), commandant de l'aile gauche)                      | Titre militaire accordé au commandant de l'aile gauche dans l'armée traditionnelle éthiopienne. |
| M E S A F I N T   | T i t r e s m a s c u l i n s | Qegnazmach (ቀኝአዝማች (qäñazmač), commandant de l'aile droite)                  | Titre militaire accordé au commandant de l'aile droite dans l'armée traditionnelle éthiopienne. |
| M E S A F I N T   | T i t r e s m a s c u l i n s | Azmach (አዝማች (azmač), commandant de l'arrière-garde)                         | Titre militaire accordé au commandant de l'arrière-garde dans l'armée traditionnelle éthiopienne, qui était généralement un conseiller digne de confiance. |
| M E S A F I N T   | T i t r e s m a s c u l i n s | Balambaras (ባላምባራስ, commandant de la forteresse)                             | Ce titre était porté par le commandant de la garde, de l'artillerie ou de la cavalerie dans l'armée traditionnelle éthiopienne. |
| M E S A F I N T   | T i t r e s f é m i n i n s   | Negestä nägästat (ንግሥተ ነገሥታት, reine des rois)                                | La reine des rois Zewditou, qui régna de 1917 à 1930, fut la seule femme à être couronnée de plein droit en Éthiopie. Plutôt que de prendre le titre de itege qui était réservé à l'impératrice-consort, Zewditou pris le titre féminisé du negusä nägäst. Elle obtint le rang de guermawit (majesté impériale) et le titre de seyemtä Egziabhér (« élue de Dieu »). On la désignait souvent par le terme de negest (« reine »). La constitution de 1955 ayant exclu les femmes de la succession au trône, ce titre a été aboli. |
| M E S A F I N T   | T i t r e s f é m i n i n s   | Itege (እቴጌ (Etégé), impératrice-consort)                                     | Titre accordé à l'épouse de l'empereur régnant. |
| M E S A F I N T   | T i t r e s f é m i n i n s   | Le'ult (ልዕልት, princesse)                                                     | Titre donné à la naissance aux filles du roi ainsi qu'à ses petites-filles de la lignée masculine. Généralement, il était aussi accordé aux épouses des leul ras et aux petites-filles du roi de la lignée féminine. Une exception notable fut le cas de leult Yeshashework Yilma (en), nièce d'Haïlé Sélassié Ier, qui reçut ce titre de l'impératrice Zewditou avec le rang d'altesse à l'occasion de son mariage en 1918. |
| M E S A F I N T   | T i t r e s f é m i n i n s   | Emäbét Hoy (እመቤት ሆይ, grande dame royale)                                     | Réservé aux épouses de ceux portant le titre de le'ul dejazmach. |
| M E S A F I N T   | T i t r e s f é m i n i n s   | Emäbét (እመቤት, Dame Royale)                                                   | Réservé aux petites-filles non mariées du roi de la lignée féminine (elles prenaient le titre de leult après leur mariage) et aux filles des leul ras. |
| M E S A F I N T   | T i t r e s f é m i n i n s   | Woizero (ወይዘሮ (wäyzäro), Dame)                                               | À l'origine, titre porté par les grands nobles qui est devenu par la suite celui donné aux femmes mariées en général. Au XXe siècle, ce titre était encore accordé à de rares occasions par l'empereur à des femmes qui n'étaient pas issues de la lignée royale, et parfois avec le grade de woizero hoy (grande dame). |
| M E S A F I N T   | T i t r e s f é m i n i n s   | Woizerit (ወይዘሪት (wäyzärit), dame)                                            | Au départ, il s'agissait d'un titre de haute noblesse mais il est aujourd'hui utilisé pour désigner une femme non mariée en général (mademoiselle). Il était parfois accompagné de la distinction de woizerit hoy (grande dame) pour les veuves uniquement. |
| M E S A F I N T   | P o s t e r é g i o n a l     | Baher negus (ባሕር ንጉሥ, maître des mers)                                       | Roi des territoires situés au nord de la rivière Mareb, poste le plus puissant après l'empereur lui-même. |
| M E S A F I N T   | P o s t e r é g i o n a l     | Meridazmach (መርዕድ አዝማች (mär'ed azmač), général de l'armée de réserve)        | Ce titre s'apparente à celui de dejazmach. Au début du XVIIIe siècle, il désignait le dirigeant de la province de Choa jusqu'à ce que Sahle Selassié l'abandonne au profit du titre de negus. Il fut plus tard réutilisé en 1930 dans le Wollo par Amha Selassie, fils d'Haïlé Sélassié Ier. |
| M E S A F I N T   | P o s t e r é g i o n a l     | Mesfin Harrar (መስፍን ሐረር (mäsfen harrär), duc d'Harrar)                       | Titre héréditaire créé pour le second fils du negus Haïlé Sélassié Ier, le prince Makonnen (en). L'épouse du Mesfin portait le titre de sefanit ou plus communément celui de mesfinit. |
| M E S A F I N T   | P o s t e r é g i o n a l     | Neburä ed (ንቡረ እድ ou liqat Aksum                                             | Gouverneur civil d'Aksoum. En raison de l'importance historique et symbolique de la ville, les règles de priorité promulguées en 1689 plaçaient le nebura ed au-dessus de tous les gouverneurs provinciaux. Lorsque le titre était porté avec la distinction de ras warq (le droit de porter une couronne), il se situait même au-dessus du ras. Bien que ce titre était une distinction civile, il fut attribué à des hommes du clergé du fait du statut d'Aksoum qui était le lieu saint de Église éthiopienne orthodoxe. |
| M E S A F I N T   | P o s t e r é g i o n a l     | Mekonnen du Tigré (ትግራይ መኮንን (Tegray mäkonnen)                               | Gouverneur de la province du Tigré. Sous le règne de Yohannes IV à la fin du XIXe siècle, le mekonnen du Tigré devint brièvement responsable des territoires jusque-là contrôlés par le baher negus, devenant ainsi le gouverneur le plus puissant de l'Érythrée. |
| M E S A F I N T   | P o s t e r é g i o n a l     | Wagshum (ዋግሹም)                                                               | Gouverneur (ou shum) de la province de Wag. Le titre était héréditaire et ses titulaires avaient des ancêtres remontant à l'époque des rois de la dynastie Zagoué. |
| M E S A F I N T   | P o s t e r é g i o n a l     | Shum Agame                                                                   | Gouverneur du district d'Agame au Tigré. Ce titre était héréditaire dans la famille du dejazmach Sebagadis, l'une des figures majeures de la période des masâfént. Le ras Sebhat Aregawi, longtemps rival de la famille du negus Yohannes IV, est l'un des shum agame les plus connus. |
| M E S A F I N T   | P o s t e r é g i o n a l     | Shum Tembien (ሹም ታምብየን)                                                      | Gouverneur du district de Tembien (en) au Tigré. L'Empereur Yohannes IV était le fils du shum tembien Mercha. |
| M E S A F I N T   | P o s t e r é g i o n a l     | Jantirar (ጃንጥራር (ğanțerar)                                                   | Titre réservé aux mâles des familles qui dirigeaient la forteresse d'Ambassel au Wollo (actuelle zone Debub Wollo). Le titre de jantirar est l'un des plus anciens de l'empire éthiopien. L'impératrice Menen Asfaw, épouse consort d'Haïlé Sélassié Ier, était la fille du jantirar Asfaw d'Ambassel. |
| M E K W A N I N T | M E K W A N I N T             | Enderase (እንደራሴ (endärasé),«Comme moi-même»)                                 | Régent de l'Empire. Ce titre fut également utilisé par le représentant du roi auprès des fiefs et vassaux. |
| M E K W A N I N T | M E K W A N I N T             | Re'ese Mekwanint (ርእሰ መኳንንት, chef de la noblesse)                            | Durant la période des Masâfént, titre porté par celui qui était responsable de tous les nobles. Il fut attribué en dernier lieu par Yohannes IV à son beau-frère Tekle Guiorguis II. |
| M E K W A N I N T | M E K W A N I N T             | Tsehafi Te'ezaz (ጸሐፊ ትእዛዝ, Scribe sur commande)                              | Titre porté par le « ministre de la Plume », l'un des postes les plus puissants de la cour impériale. Toutes les décisions, annonces, édits, lois ou programmes impériaux étaient préparés et suivis par cet office ministériel. Ce ministère travailla en collaboration avec celui du Premier ministre Aklilu Habte-Wold durant le règne d'Haïlé Sélassié Ier (1961-1974). |
| M E K W A N I N T | M E K W A N I N T             | Afä Negus (አፈ ንጉሥ, bouche du roi)                                            | À l'origine, ce titre était donné aux deux porte-parole officiels de l'empereur. Dans la mesure où celui-ci ne parlait jamais en public, ce sont les porte-parole qui parlaient en son nom. Plus tard, ce titre récompensait uniquement les magistrats de la Cour suprême impériale. |
| M E K W A N I N T | M E K W A N I N T             | Liqä Mäkwas (ሊቀ መኳስ, second de l'empereur sur le champ de bataille)          | Deux fonctionnaires fidèles portaient ce titre. Ils marchaient ou chevauchaient toujours aux côtés du monarque sur le champ de bataille ou lors de processions publiques, habillés aussi somptueusement, voire plus, que le roi de manière à attirer l'attention des éventuels assassins sur eux plutôt que sur le roi. |
| M E K W A N I N T | M E K W A N I N T             | Blattengeta (ብላቴንጌታ, lord des pages)                                         | Haut fonctionnaire de la cour, administrateur du palais. Ce titre est devenu à la fin purement honorifique. |
| M E K W A N I N T | M E K W A N I N T             | Blatta (ብላታ, page)                                                           | Haut fonctionnaire de la cour chargé de maintenir le protocole du palais et de répondre aux besoins personnels de la famille impériale. |
| M E K W A N I N T | M E K W A N I N T             | Basha (ባሻ)                                                                   | Dérivé du titre turc (ottoman) et égyptien de pacha, mais considéré comme un rang inférieur en Éthiopie alors qu'il représente un rang élevé en Turquie et en Égypte. |